# 崇徳
崇徳（すうとく、満州語：ᠸᡝᠰᠢᡥᡠᠨ
ᠡᠷᡩᡝᠮᡠᠩᡬᡝ、転写：wesihun erdemungge）は、清の太宗ホンタイジの治世の後半に使われた元号。
1636年 - 1643年。

## 出来事
- 元年4月：国号を清と改め、天聡より改元。
- 2年：朝鮮親征（丙子の役）、朝鮮を清の冊封国とする。
- 8年：ホンタイジ崩御。

## 西暦との対照表
| 崇徳 | 元年   | 2年    | 3年    | 4年    | 5年    | 6年    | 7年    | 8年    |
| 西暦 | 1636年 | 1637年 | 1638年 | 1639年 | 1640年 | 1641年 | 1642年 | 1643年 |
| 干支 | 丙子   | 丁丑   | 戊寅   | 己卯   | 庚辰   | 辛巳   | 壬午   | 癸未   |

## 他年号との対照表
| 崇徳 | 元年  | 2年    | 3年    | 4年    | 5年    | 6年    | 7年    | 8年    |
| 明   | 崇禎9 | 崇禎10 | 崇禎11 | 崇禎12 | 崇禎13 | 崇禎14 | 崇禎15 | 崇禎16 |